# Ирума (город)
Иру́ма (яп. 入間市 Ирума-си) — город в Японии, находящийся в префектуре Сайтама. Площадь города составляет 44,74 км², население — 148 909 человек (1 августа 2014), плотность населения — 3328,32 чел./км².

## Географическое положение
Город расположен на острове Хонсю в префектуре Сайтама региона Канто. С ним граничат города Саяма, Токородзава, Ханно, Оме и посёлок Мидзухо.

## Население
Население города составляет 148 909 человек (1 августа 2014), а плотность — 3328,32 чел./км². Изменение численности населения с 1980 по 2005 годы:
| 1980 | 104 034 чел. |  |
| 1985 | 118 603 чел. |  |
| 1990 | 137 585 чел. |  |
| 1995 | 144 402 чел. |  |
| 2000 | 147 909 чел. |  |
| 2005 | 148 576 чел. |  |

## Символика
Деревом города считается Zelkova serrata, цветком — чай, птицей — полевой жаворонок.

## Транспорт
- Кокудо 16

## Города-побратимы
- Садо, Япония (1986)
- Вольфратсхаузен, Германия (1987)
- Фэнхуа, Китай (2000)